# Rada Bezpieczeństwa Narodowego i Obrony Ukrainy
Rada Bezpieczeństwa Narodowego i Obrony Ukrainy (ukr. Ра́да націона́льної безпе́ки і оборо́ни Украї́ни, РНБОУ) – konstytucyjny organ działający przy Prezydencie Ukrainy powołany w celu koordynowania sprawa z zakresu bezpieczeństwa narodowego i obrony. Od 3 października 2019 sekretarzem generalnym Rady był Ołeksij Daniłow, którego w marcu 2024 zastąpił Ołeksandr Litwinienko.
Rada funkcjonuje w oparciu o art. 107 Konstytucji Ukrainy. W 21-osobowym składzie Rady znajduje się m.in. premier, minister obrony, minister spraw zagranicznych, minister spraw wewnętrznych, prokurator generalny oraz szef SBU. Na czele organu stoi prezydent, który m.in. zatwierdza jej skład. Zauważalny stał się wzrost znaczenia Rady w trakcie trwania wojny z Rosją, w szczególności w trakcie prezydentury Wołodymyra Zełenskiego – decyzje rady wymagają zgody 2/3 jej członków, a następnie zatwierdzane są dekretem prezydenta, co zapewnia szybszą ścieżkę niż w przypadku podejmowania decyzji przez parlament.
Od 2014 roku organ uzyskał rozszerzone uprawnienia, w tym możliwość wprowadzania sankcji. W czasie prezydentury Wołodymyra Zełenskiego, począwszy od 2021 roku, Rada Bezpieczeństwa Narodowego i Obrony Ukrainy (RBNiO) aktywnie stosuje sankcje wobec obywateli Ukrainy, co budzi krytykę ze strony obrońców praw człowieka i prawników jako praktykę sprzeczną z zasadami praworządności oraz motywowaną politycznie.

## Funkcje

### Sankcje wobec obywateli Ukrainy
Polityka sankcyjna Rady Bezpieczeństwa Narodowego i Obrony Ukrainy (RBNiO) spotyka się z szeroką krytyką za stosowanie indywidualnych środków ograniczających wobec obywateli Ukrainy bez orzeczenia sądowego, co narusza Konstytucję Ukrainy oraz podstawowe zasady państwa prawa.
Sankcje są nakładane uchwałą RBNiO na podstawie ustawy „O sankcjach” z dnia 14 sierpnia 2014 roku, jednak mechanizm ten nie przewiduje udziału sądów, co pozostaje w sprzeczności ze standardami prawnymi Unii Europejskiej oraz innych państw demokratycznych.
Organizacje praw człowieka, w tym Centrum Wolności Obywatelskich, Ukraińska Helsińska Unia Praw Człowieka oraz Charkowska Grupa Obrony Praw Człowieka, wskazują na niekonstytucyjny charakter tej praktyki, podkreślając, że RBNiO jest organem politycznym, który nie ma uprawnień do wykonywania funkcji quasi-sądowych.
W lutym 2025 roku kilka ukraińskich organizacji praw człowieka opublikowało wspólne oświadczenie, potępiające wykorzystywanie sankcji jako narzędzia nacisku politycznego wobec opozycji.
Zdaniem krytyków, mechanizm sankcyjny jest coraz częściej wykorzystywany przez urzędującego prezydenta Wołodymyra Zełenskiego do eliminowania rywali politycznych oraz wzmacniania kontroli nad mediami i sektorem biznesowym.
Sankcje objęły polityków opozycyjnych, dziennikarzy i przedsiębiorców, w tym byłego prezydenta Petra Poroszenkę, przedsiębiorców Ihora Kołomojskiego i Hennadija Boholiubowa, dziennikarkę Switłanę Kriukową, byłego doradcę prezydenta Ołeksija Arestowycza oraz biznesmena Kostiantyna Żewaho.
Międzynarodowe organizacje praw człowieka, w tym Amnesty International, również wyraziły krytykę, wskazując, że sankcje są „systematycznie wykorzystywane jako narzędzie prześladowań politycznych”.